# Erihtonije Atenski
Kralj Erihtonije Atenski (grč. Ἐριχθόνιος) je lik iz grčke mitologije. Predstavlja ga zmija, a tako je bio predstavljen kod kipa Atene u hramu Partenonu na Akropoli. Zove se još i Erehtej. Prethodi mu kralj Amphictyon, a nasljeđuje ga sin, Pandion I.

## Mitologija
Prema Apolodoru, ružni Hefest, bog vatre i kovača, pokušao je silovati Atenu, božicu rata, mudrosti i zanatstva. Njegovo je sjeme palo na tlo, Geju (Zemlju), koja je rodila Erihtonija. Atena je odgojila dijete kao njegova pomajka. Tako nastaje mogućnost da Atena zadrži svoje cijenjeno djevičanstvo, a da istodobno bude majka Atenjana. Prema drugoj verziji, Hefest se oženio Atenom, ali je ona nestala, te je tako oplođena Geja. Atena je čuvala Erihtonija u kutiji. Kutiju je dala na čuvanje trima kćerima kralja Kekropsa.
Aglaura je otvorila kutiju, a unutra je bio Erihtonije u obliku zmije. Prizor je uzrokovao Herzinu i Pandrozinu smrt koje su poludjele i bacile se s Akropole. Druga inačica priče govori da je Atena bila odsutna (išla je po planinu na koju bi stavila Akropolu), a sestre su otvorile kutiju. Vrana je vidjela otvaranje i odletjela reći Ateni koja je postala bijesna i ispustila planinu koja je postala brdo Lykabettos. Od njezina gnjeva nije bila pošteđena ni vrana - Atena joj je dotad bijelo perje zavila u crno. Erehtonije je poslije postao kralj koji je uveo brojne obnove i promjene u atenskome društvu, a Atena ga je često štitila. Ovidije u svojim Metamorfozama donosi priču da se Hermes zaljubio u Herzu. Herza, Aglaura i Pandroza otišle su u hram prinijeti žrtvu Ateni. Hermes je zatražio od Aglaure pomoć da bi zaveo Herzu. Aglaura je zauzvrat tražila novac, a Atena ju je htjela kazniti zbog njezine pohlepe te je zamolila Zavist da joj pokvari osjećaje. Zavist ju je poslušala te je napastvovala Herzu.